# Bill Murray
William James „Bill“ Murray (* 21. září 1950 Evanston, Illinois) je americký herec a komik, který byl nominován na Cenu Akademie Oscar a získal ceny Emmy a Zlatý glóbus. Známým se stal svými rolemi ve filmech, jako byli například Krotitelé duchů a další komedie. Dosáhl ale i úspěchu v dramatických rolích, jako například Ztraceno v překladu či Zlomené květiny. Více než jedenkrát spolupracoval s režiséry jako jsou Ivan Reitman, Harold Ramis, Wes Anderson, Jim Jarmusch, Frank Oz nebo bratři Farrellovi.

## Osobní život
Narodil se 21. září 1950 v Evanstonu ve státu Illinois, ale vychováván byl ve Wilmette, taktéž v Illinois. Je synem pracovnice pošty Lucille (rozené Collins) a prodejce řeziva Edwarda Josepha Murraye II. Murray byl společně se svými osmi sourozenci vychováván jako katolík. Tři z jeho sourozenců, John Murray, Joel Murray a Brian Doyle-Murray, jsou také herci. Sestra Nancy je jeptiška a jeho druhá sestra již od dětství trpí dětskou obrnou. Jejich otec zemřel v roce 1967, především kvůli cukrovce, kdy Billymu bylo 17 let.
Když byl Murray dítě, rád četl příběhy o hrdinech, jako byli Kit Carson, Wild Bill Hickok, a Davy Crockett. Navštěvoval školu svatého Josefa, později akademii Loyola. Na studia si vydělával brigádou na golfovém hřišti, kde se staral o hole a zavazadla hráčů. Během jeho mladistvých let byl vedoucí zpěvák jedné rockové kapely nazvané Dutch Masters. Také hrál školní divadlo.
Poté, co Murray odpromoval, začal studovat na Regis University v Denveru v Coloradu. Brzy ale studia nezvládal a byl přinucen vrátit se do rodného Illinois. Dne 21. září 1970, v den jeho 20. narozenin, jej policie zatkla na chicagském letišti O'Hare za to, že se snažil propašovat 4,5 kg konopí, které údajně bylo určeno k prodeji.

## Kariéra

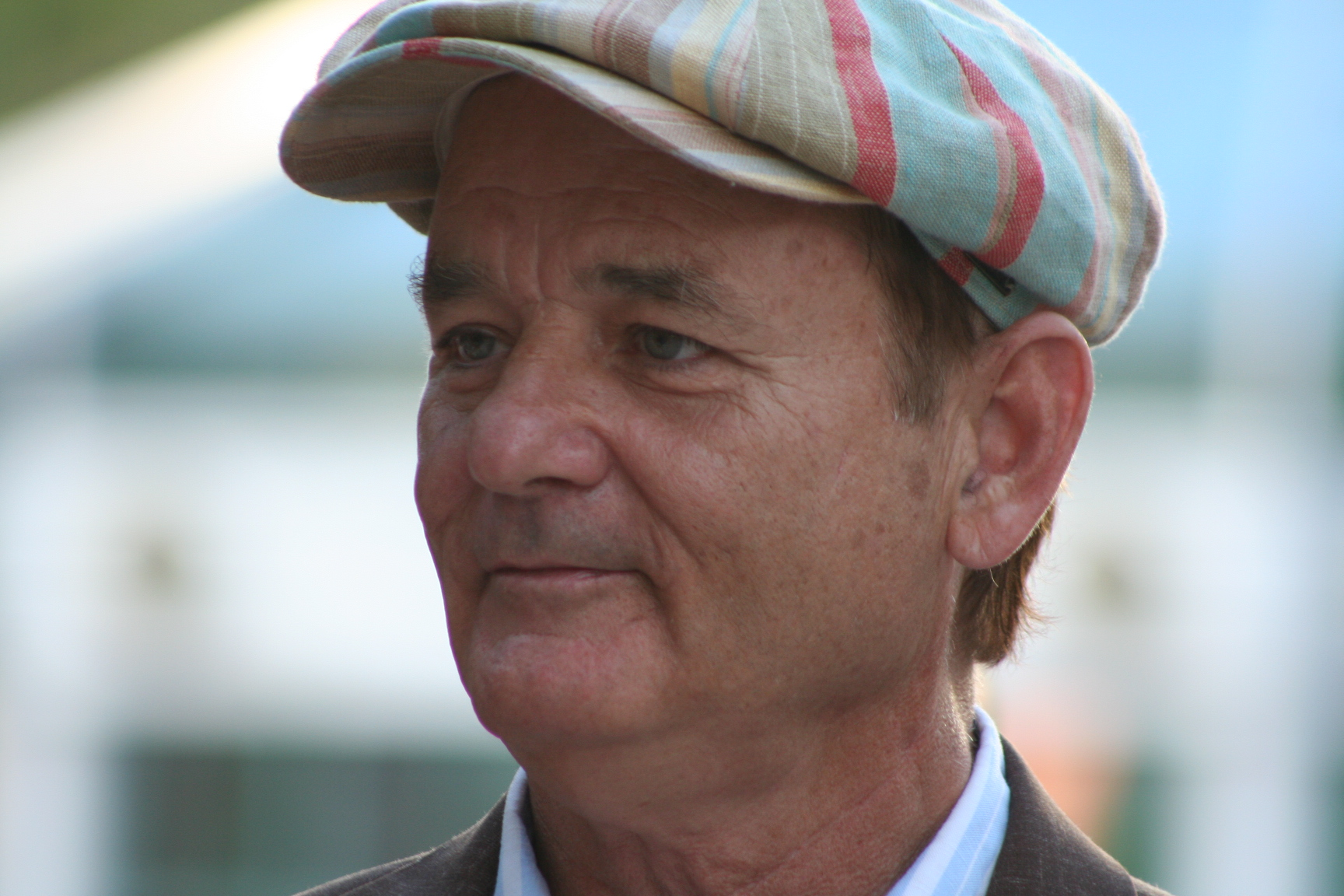
Bill Murray v roce 2009

V roce 1974 se přestěhoval do New Yorku, kde byl místním rádiem The National Lampoon Radio najat jako hlasatel.
V roce 1975 se Bill Murray poprvé objevil v televizi a to v zábavném pořadu Saturday Night Live s Howardem Cosellem, kde uváděl některá vystoupení. V této show ale dlouho nevydržel a následujícího roku (1976) z ní odešel. Ten samý rok se ale do této show znovu vrátil. Během roku 1977 měl Murray vztah s kolegyní jménem Gilda Radner, tento vztah ale dlouho nevydržel.

### Filmové začátky

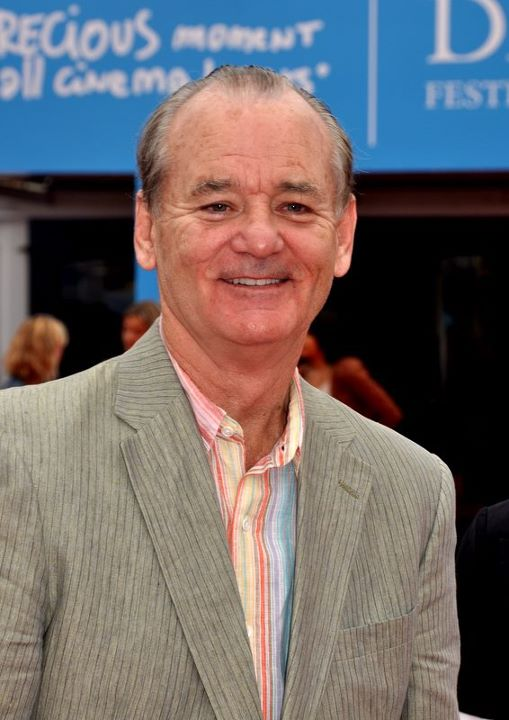
Murray v roce 2011

Svoji první filmovou roli získal Murray v roce 1979 a jednalo se o roli ve filmu Nemotorové (Meatballs).
V blízké době hrál ještě v několika dalších celovečerních filmech; Bizoni na tahu, Loose Shoes, Caddyshack. Dne 1. února 1982 se stal prvním hostem pořadu pro NBC s názvem Pozdní show s Davidem Lettermanem (Late Night with David Letterman). Současně se stal i posledním hostem této show, když o mnoho let později končila; to bylo 20. května 2015.
Další film, ve kterém Murray účinkoval byl taktéž jeho první dramatický film. Jednalo se o film Na ostří nože (The Razor's Edge), který byl natáčen a zveřejněn v roce 1984. Bill zde hrál hlavního hrdinu Larryho. Později souhlasil i se svojí účastí ve filmu Krotitelé duchů (Ghost Busters), kde účinkoval jako záskok za Johna Belushiho, pro kterého byla role původně určena. Tento film se stal v roce 1984 velkým hitem.
Po natočení těchto dvou filmů měl Murray menší pauzu v herectví, protože se chtěl věnovat hlavně studiu filozofii a historie na koleji Sorbonna v Paříži. V té době byla jeho jediná významná role ve filmu Malý krámek hrůz (Little Shop of Horrors).
Murray se plně vrátil k filmům v roce 1988 a začal tím, že účinkoval ve filmech Krotitelé duchů 2 (Ghostbusters II) a Strašidelné Vánoce (Scrooged). V roce 1990 se Murray poprvé pokoušel režírovat vlastní film s názvem Rychlá změna (Quick Change) s producentem Howardem Franklinem. Tento film se ale moc neprosadil, na rozdíl od dalších dvou, ve kterých Bill účinkoval; A co Bob? a Na Hromnice o den více. Tyto dva filmy se staly trháky doby. V roce 1998 získal hodně kritiky za film Wese Andersona Jak jsem balil učitelku (Rushmore), za který získal cenu za nejlepší vedlejší roli ocenění od New York Film Critics Circle.

### 2000 až současnost
Murray se objevil ve filmech jako Charlieho andílci (Charlie's Angels), Taková zvláštní rodinka (The Royal Tenenbaums). V roce 2003 se objevil ve filmu Ztraceno v překladu, za který získal Zlatý glóbus a cenu BAFTA. V roce 2004 daboval tlustého kocoura Garfielda ve snímku Garfield ve filmu a později, v roce 2006, jej daboval i ve filmu Garfield 2. V roce 2004 už poněkolikáté spolupracoval s Wesem Andersonem, tentokrát na filmu Život pod vodou (The Life Aquatic). V roce 2016 se Murray objevil i v dalším pokračování Krotitelů duchů.